# Rio Dranse (Valais)
A dranse em Martigny
O rio Dranse  é um curso de água de origem glaciar na Suíça, formado pela ribeira Dranse de Entremont e pela ribeira Dranse de Ferret que se juntam perto de Orsières.
O rio Dranse é afluente do rio Ródano, no qual conflui a 2 km a norte de Martigny, no cantão do Valais, na Suíça.
Em França, há um outro rio chamado Dranse, o rio Dranse que se lança no lago Lemano.